# Вовк, Руслан Владимирович
Руслан Владимирович Вовк (род. 2 апреля 1966 года в городе Змиев, Харьковская область) — доктор физико-математических наук. Декан физического факультета Харьковского национального университета имени В. Н. Каразина. Профессор кафедры физики низких температур и кафедры физики УкрГУЖТ, заслуженный профессор ХНУ имени В. Н. Каразина, член-корреспондент НАН Украины, академик Транспортной академии Украины.

## Биография
Родился в г. Змиеве в семье художника.
В 1983 году с золотой медалью окончил среднюю школу № 2 г. Змиева.
С 1984 по 1986 г.г. проходил военную службу в Советской aрмии.
В 1990 году окончил физический факультет Харьковского государственного университета им. А. Н. Горького.
С 1990 года работает на кафедре физики низких температур Харьковского национального университета им. В. Н. Каразина пройдя весь путь от инженера до профессора:
- 1990—1994 г.г. — инженер;
- 1994—1997 г.г. — младший научный сотрудник;
- 1997—1999 г.г. — научный сотрудник;
- 1999—2008 г.г. — старший научный сотрудник;
- с 2008 г. по настоящее время — профессор двух кафедр — кафедры физики низких температур и кафедры физики УкрГУЖТ, доктор физико-математических наук, профессор, заслуженный профессор ХНУ имени В. Н. Каразина, академик ТАУ.

С 2010 по 2012 год руководил Проблемной научно-исследовательской лабораторией (ПНИЛ) кафедры физики низких температур, с 2012 до 2016 года возглавлял кафедру физики низких температур.
С 2013 г. по настоящее время — декан физического факультета.
С 2000 г. по совместительству работает в украинском государственном университете железнодорожного транспорта (УкрГУЖТ). В 2006 г. В УкрГУЖТ им была создана кафедра «общетехнических дисциплин», которую он возглавлял до 2008 г.
С 2008 г. по февраль 2018 г. по совместительству был заведующим кафедрой физики в УкрГУЖТ, с 1 февраля 2017 г. по настоящее время — профессор этой кафедры.
С 2010 г. профессор УкрГУЖТ.
В 2013 г. был избран членом-корреспондентом, а в 2016 г. — академиком Транспортной академии Украины.

## Научная деятельность
Р. В. Вовк преподает с 2000 г. по настоящее время. За этот период преподавал на украинском ряд авторских специальных курсов, среди которых «Основы физики квантовых жидкостей», «Введение в Сверхпроводимость», курсы физики для студентов технических специальностей вузов, курс медицинской и биологической физики, а также курс «Криогенное материаловедение» — на английском языке.
Под его руководством были модернизированы специальные практикумы по изучению свойств твердых тел при низких температурах, а также создан современный физический практикум по курсу «Медицинская физика». Р. В. Вовком создана межотраслевая лаборатория совместно с обществом Semiconductors lab. (г. Светловодск) и открыт ряд филиалов КФНТ в академических институтах (в частности, ФТИНТ им. Б. И. Веркина, НПО «Монокристалл», ИРЭ им. А. Я. Усикова и др.).
Профессор Р. В. Вовк — известный специалист в области физики высоких давлений и экстремального состояния вещества. Основные направления его научной деятельности — сверхпроводимость (низкотемпературная и высокотемпературная) и сверхтекучесть, в том числе в условиях экстремальных внешних воздействий (высокое давление, низкие и сверхнизкие температуры, ионизирующее облучение, высокие магнитные поля).
С 2002 г. по 2004 г. проходил научную стажировку в университете г. Эксетер (Великобритания) во всемирно известной группе «Квантовых жидкостей» под руководством Королевского академика профессора А. Ф. Дж. Виатт. За время стажировки ему удалось развить научные основы нового направления физики низких и сверхнизких температур — динамики подсистем квазичастичных, возбуждений в условиях структурной и кинематической анизотропий. Впервые в мире разработал экспериментальную технологию раздельного детектирования высоко- и низкоэнергетических фононов в сверхтекучих квантовых жидкостях; установил закономерности генерации «горячих» h-фононов; впервые предложил и реализовал метод исследования процессов взаимодействия нескольких независимых фононных пучков при их столкновении в сверхтекучем 4 Не (в том числе при повышенном давлении), открыл явление генерации «горячей линии» при сверхнизких температурах.
После окончания стажировки в Великобритании Р. В. Вовк продолжил научные исследования в области сверхпроводимости, в частности ним было впервые открыто явление восходящей диффузии в ВТСП-материалах под действием высокого давления, исследовано влияние высокого гидростатического давления на псевдощелевую и флуктуационную аномалии, а также некогерентный электротранспорт в нестехиометрических купратах.
Р. В. Вовк является основателем одного из самых новейших направлений современной физики твердого тела — физики флуксон-магнонных гетероструктур. Впервые идея моделирования спиновых волн в ферромагнетиках подсистемой Абрикосовских вихрей, и наоборот — регулирование динамики магнитного потока «магнонных шубой» была предложена в 2014 г. группой британско-украинских ученых в рамках выполнения проекта «NoWaFen» («Новые волновые феномены в магнитных микро- и наноструктурах») — Grant agreement № PIRSES-GA-2009-247556, автором которого с украинской стороны был профессор Р. Вовк. Идея получила свое экспериментальное воплощение в украинской-германских экспериментах при исследованиях уникальных метаматериалов с заданным потенциалом пиннинга в виде «стиральной доски», созданным нанофрезеровкою образцов в сканирующем туннельном микроскопе. По результатам проведенных экспериментов был опубликован цикл пионерских работ в ведущем издательстве Nature в соавторстве с профессором Р. В. Вовком. Результатом этих исследований стало открытие магнонного сверхпроводящего кристалла. Соответствующий доклад, который был представлен профессором Р. В. Вовком с соавторами на международной конференции по магнетизму, состоявшейся в августе 2017 г. в колледже Св. Магдалины в университете Оксфорда (Великобритания), вызвала большой резонанс среди мирового научного сообщества. В перспективе полученные результаты составят основу для разработки новых материалов полифункционального назначения с заданными параметрами электротранспорта, обеспечения компонентов для изготовления и испытания элементов памяти, основанных на новых физических принципах; при создании квантовых компьютеров, сверхчувствительных элементов считывания и сверхскоростных линий связи.
Р. В. Вовк известен своими выдающимися личными достижениями в установлении плодотворных научных контактов со многими ведущими научными учреждениями и . В своей научной работе профессор Р. В. Вовк постоянно сотрудничает с научными коллективами таких ведущих мировых научных центров как Оксфорд, Кембридж, Империал колледж, Национальная лаборатория Ковентри, университеты м. Эксетер и м. Сент-Эндрюс (Великобритания), университета Гете (Франкфурт-на-Майне, Германия), Институт физики твердого тела «Демокритос» (Афины, Греция), Институт Дон Альфонсо III (Португалия), университет Нью-Брансуик (Канада), университет П. Й. Шафарика (Кошице, Словакия), университет А. Мицкевича (Познань, Польша), с которыми имеет ряд совместных публикаций.
По инициативе профессора Р. В. Вовка в 2019 году получен грант по программе Erazmus+ совместно с университетом Павла Йозефа Шафарика.
Р. В. Вовк был руководителем 19 национальных научно-исследовательских работ. Он является автором 3 монографий, 15 учебных и учебно-методических пособий, из них 7 с грифом МОН; более 400 научных работ, опубликованных в рейтинговых украинских и зарубежных научных изданиях (из них 270 отражено в научно метрических базах Scopus и Web of Sciences, 7 статей опубликовано в издательстве Nature, что учитывается при определении международных рейтингов университетов мира): автор более 20 патентов на изобретения.
По состоянию на январь 2020 h-индекс профессора Р. В. Вовка равен 41 (база данных Scopus) по которому он входит в рейтинг 100 лучших ученых Украины по данным института В. И. Вернадского.
По инициативе и при непосредственном участии профессора Р. В. Вовка ХНУ имени В. Н. Каразина получил регистрацию в реестре ведущих классических университетов Европы (Validaton of Kharkiv National University PIC 986260984), что позволяет принимать участие в общеевропейских программах ЕС по академическому обмену и научному сотрудничеству. В числе первых в Украине Харьковский национальный университет имени В.Н. Каразина завоевал грант в Международной исследовательской программе академического обмена (IRSES) Горизонт 20-20 в рамках проекта «MaglC» (Grant Agreement number 644348 — MaglC-H2020-MSCA-RISE-2014), координатором которой от Харьковского региона был профессор Р. В. Вовк. По инициативе и при непосредственном участии Р. В. Вовка было заключено «Соглашение о двойных дипломах между Университетом П. И. Шафарика в Кошице (Словацкая Республика) и Харьковским национальным университетом имени В. Н. Каразина (Украина)».
Р. В. Вовк на должности декана физического факультета активно привлекает к научной работе студентов факультета, обеспечив их участие в работе филиалов кафедр физики низких температур и общей физики в ФТИНТ им. Б. И. Веркина НАН и международных программах (Германия, Великобритания, Испания, Словакия, Бельгия, Польша, Россия (Объединенный центр ядерных исследований, г. Дубна) и др.).

## Научная школа
После возвращения из Великобритании Р. В. Вовком была основана научная школа по физике высоких давлений и экстремального состояния вещества. В настоящее время школа плодотворно работает на физическом факультете ХНУ имени В. Н. Каразина.
Основными направлениями научных исследований этой школы являются:
- изучение топологических особенностей поверхности Ферми дихалькогенидов переходных металлов под действием высокого одноосного давления (до 8 кбар);
- исследования влияния высокого гидростатического давления (до 25 кбар) на псевдощелевую и флуктуационную аномалии, а также некогерентный электротранспорт в нестихиометричних ВТСП-купратах;
- исследования сверхвысокого давления (от 300 кбар до 1,5 гбари) на топологические фазовые переходы в новейших материалах полифункционального назначения;
- использование высокого давления при синтезе новых нанокомпозитных материалов методом електроконсолидации;
- исследования экстремального состояния вещества, в частности сверхпроводимости и сверхтекучести при низких и сверхнизких температурах, а также влияния структурной и кинематической анизотропии на эволюцию квазичастичных подсистем в квантовых средах различной морфологии в условиях действия экстремальных внешних факторов.

Сейчас научная школа по физике высоких давлений и экстремального состояния вещества возглавляемая профессором Р. В. Вовком насчитывает около 100 человек.
Под его непосредственным руководством по этой тематике было защищено 5 кандидатских , 1 PhD и 1 докторская диссертации, а также более 80 магистерских и бакалаврских работ. На разной стадии подготовки к защите находится 5 кандидатских и 3 докторских диссертаций.
Авторские разработки Р. В. Вовка в области обработки высоким давлением при синтезе новых функциональных материалов защищены рядом патентов Украины на изобретения и были неоднократно внедрены в различных отраслях народного хозяйства.
Научная школа, возглавляемая профессором Р. В. Вовком работает в тесной коллаборации с многочисленными ведущими научными учреждениями Европы и Северной Америки. В частности, в своей научной работе профессор Р. В. Вовк вместе с сотрудниками плодотворно сотрудничает с научными коллективами таких ведущих мировых научных центров как Оксфорд , Кембридж, Империал колледж, Национальная лаборатория Ковентри, университеты м. Эксетер и м. Сент-Эндрюс (Великобритания), Институт Макса Планка, университета Гете (Франкфурт-на-Майне, Германия), Университет Вены (Австрия), Институт физики твердого тела «Демокритос» (Афины, Греция), Институт Дон Альфонсо III (Португалия), Университет Лиссабона (Португалия), Университет штата Мэн (США), университет Нью-Брансуик (Канада), университет П. Й. Шафарика (Кошице, Словакия), университет А. Мицкевича (Познань, Польша).

## Общественная деятельность
- Член двух специализированных ученых советов по защите докторских диссертаций;
- Главный редактор журнала «Вестник Харьковского национального университета[укр.], серия „Физика“;
- Главный редактор сборника научных трудов УкрГУЖТ;
- Член редколлегии журнала „Физика низких температур“;
- Член редколлегии журнала „Восточноевропейский журнал передовых технологий[укр.]“;
- Председатель оргкомитета международной конференции „Физические явления в твердых телах“;
- Член Научного Совета по проблеме „Физика низких температур и криогенная техника“, секция „Физика квантовых жидкостей и кристаллов“ Национальной академии наук Украины (с 2014 г.);
- Член научного комитета от Украины в Европейской организации по кооперации в науке и технологиях (COST — European Cooperation in Science & Technology[англ.]) (с 2014 г.);
- Член экспертного совета МОН Украины по направлению „Физика“.

## Звания и награды
1. Грамота МОН Украины[укр.] — ноябрь 2018 г.
2. Звание академика Транспортной академии Украины (2016 г.).
3. Золотая медаль Европейского научного сообщества — в составе группы „Квантовых жидкостей“ Королевского академика профессора А. Ф. Дж. Виатт) — 2004 г.
4. Лауреат именной премии НАН Украины имени Л. Шубникова — 2019 г.
5. Медаль „За содействие развитию Юго-Западной железной дороги“ — приказ № НОК-514 от 12 ноября 2010 г.
6. Медаль В. Н. Каразина — 26 апреля 2016 г.
7. Медаль Международной Академии рейтинговых технологий и социологии (МАРТИС) „Золотая фортуна“ — „Народна шана українським вченим. 1918—2018“ — (январь 2019 г., Медаль № 189).
8. Орден „За заслуги“ III степени — Указом Президента Украины от 25 января 2020 года № 22 / 2020. Серия ОК № 050787. Знак ордена № 15101.[5]
9. Благодарность комитета по вопросам транспорта Верховной Рады Украины[укр.] — 2015 г.
10. Благодарность МОН Украины[укр.] — награждён профессор Вовк Руслан Владимирович — 2015 г..
11. Благодарность Президиума НАН Украины[укр.] — 14 января 2015 г.
12. Почетная грамота МОН Украины[укр.] — 2019 г.
13. Почетная грамота Президиума НАН Украины[укр.] — 16 мая 2018 г.
14. Почетное звание „Заслуженный профессор ХНУ имени В. Н. Каразина“ — декабрь 2018 г.
15. Премия имени В. Н. Каразина — 2008, 2011, 2015, 2019).
16. Премия НАН Украины имени Л. В. Шубникова[укр.] по итогам конкурса 2018 г. согласно постановлению № 40 Президиума НАНУ от 13.02.2019.[6]
17. Специальная медаль Юго-Западной железной дороги — 2011 г.
18. Серебряный знак Южной железной дороги — 2017 г.
19. Стипендия Харьковской облгосадминистрации в области науки (стипендия им. К. Д. Синельникова) — апрель 2016 г.[7]
20. Юбилейная Почетная грамота Президиума НАН Украины[укр.] — согласно постановлению № 43 от 31.01.2018 Президиума НАН Украины про Юбилейную Почетную грамоту.[8]

## Научные работы
1. Kh.B.Chachka, M.A.Obolenskii, D.D.Balla, V.I.Beletskii, and R.V.Vovk / Effect of hydrostatic pressure on the critical temperature of niobium diselenide with tin impurity.// Low Temp. Phys.-1993.-19(4).-p.317-318.
2. M.A.Obolenskii, A.V.Bondarenko, V.A.Shklovskij, Mohamed El-Saadawy, R.V.Vovk, A.V.Samojlov, D.Niarchos, M.Pissas, G.Kallias, A.G.Sivakov / Superconducting parameters and vortex dynamics in aluminium-doped YBaCuO single crystals containing unidirectional twins. // Low Temp. Phys.-1995.-21(12). -p.917-922.
3. D.D.Balla, A.V.Bondarenko, R.V.Vovk, M.A.Obolenskii, and A.A.Prodan. // Effect of hydrostatic pressure on the resistance and critical temperature of YBa2Cu3O7- single crystals. / Low Temp. Phys.-1997.-23(10).-p.777-781.
4. A.V.Bondarenko, V.A.Shklovskij, M.A.Obolenskii, R.V.Vovk, and A.A.Prodan. /Resistivity investigations of plastic vortex creep in YBa2Cu3O6.95 crystals. // Phys.Rev.B.-1998, N1 -p.2445-2447.
5. A.V.Bondarenko, A.A.Prodan, M.A.Obolenskii, R.V.Vovk, D.Niarchos, M.Pissas, G.Kallias, T.R.Arouri.// Current-voltage characteristics in the vicinity of the fishtail peak in YBa2Cu3O6.95 single crystals. / Physica C.-1999, 655—657. −317-318.
6. M.A.Obolenskii, A.V.Bondarenko, A.A.Prodan, R.V.Vovk, M.G.Revyakina, T.R.Arouri. / Anisotropy of the vortex creep in a YBa2Cu3O7- single crystal with unidirectional twin boundaries. // Low Temperature Physics. −27, N3.-2001. -P.201-215.
7. R.V.Vovk, C.D.H.Williams and A.F.G.Wyatt. / Angular distribution of a pulse of low energy phonons in liquid 4He.// Phys. Rev. B 68, 134508 (2003)
8. R.V.Vovk, C.D.H.Williams and A.F.G.Wyatt. /Iterations between Sheets of Phonons in Liquid He-4. // Phys. Rev. Lett. 91, 235302 (2003).
9. R.V.Vovk, C.D.H.Williams and A.F.G.Wyatt. /High-energy phonon pulses in liquid 4He.// Phys.Rev.B69.144524 (2004).
10. I.N. Adamenko, K.E. Nemchenko, V.A. Slipko, R.V.Vovk, C.D.H. Williams and A.F.G. Wyatt / Spatial evolution of pulses of low-energy phonons in liquid 4He. // Journal of Molecular Liquids, Volume 120, Issues 1-3, June 2005, Pages 163—165
11. D.H.S.Smith, R.V.Vovk, C.D.H.Williams and A.F.G.Wyatt / Pressure dependence of phonon interactions in Liquid 4He.// Phys.Rev.B 72, 054506 (2005).
12. D.H.S.Smith, R.V.Vovk, C.D.H.Williams and A.F.G.Wyatt./ Interactions between phonon sheets in superfluid helium.// New Journal of Physics 8, 128 (2006)
13. R.V.Vovk, M.A.Obolenskii, A.A.Zavgorodniy, A.V.Bondarenko, I.L.Goulatis, A.I.Chroneos./ Excess conductivity and pseudo-gap state in YBCO single crystals slightly doped with Al and Pr// J Mater Sci: Mater in Electron 18, p.811-815 (2007).
14. R.V.Vovk, M.A.Obolenskii, A.A.Zavgorodniy, A.V.Bondarenko, I.L.Goulatis, A.V.Samoilov, A.I.Chroneos./ Influence of high pressure on the para-conductivity and the charge transfer in the ab-plane of YBa2Cu3O7-δ single crystals.// J. Alloys and Compounds 453, P. 69-74 (2008).
15. R.V.Vovk, M.A.Obolenskii, A.A.Zavgorodniy, A.V.Bondarenko, I.L.Goulatis, A.V.Samoilov, A.I.Chroneos, V.M. Pinto Simoes./ Transport anisotropy and pseudo-gap state in oxygen deficient ReBa2Cu3O7-δ (Re=Y, Но) single crystals.// J. Alloys and Compaunds 464, P. 58-66 (2008).
16. R.V. Vovk, M.A. Obolenskii, A.A. Zavgorodniy, I.L. Goulatis, V.I. Beletskiy./ Structural relaxation, metal-to-insulator transition and pseudo-gap in oxygen deficient НоBa2Cu3O7-δ single crystals.// Physica C. DOI: 10.1016/j.physc.2009.01.011 Physica C. -V.469. — P. 203—206.(2009).
17. R.V. Vovk, M.A. Obolenskiy, A.A. Zavgorodniy, D.A. Lotnyk, K.A. Kotvitskaya / Temperature dependence of the pseudogap in aluminum- and praseodymium-doped YBa2Cu3O7-δ single crystals // Physica B 404 (2009) p. 3516-3518.
18. A. Chroneos, R.V. Vovk, I.L. Goulatis, and L.I. Goulatis. / Oxygen transport in perovskite oxides: А brief review. // J. Alloys and Compounds. −494. −2010. -P.190-195.
19. O. Biletska, Y. Biletskiy, H. Li and R. Vovk / A semantic approach to expert system for e-Assessment of credentials and competencies // Expert Systems with Applications Volume 37, Issue 10, October 2010, Pages 7003-7014, doi:10.1016/j.eswa.2010.03.018.
20. R. V. Vovk, Z. F. Nazyrov, M. A. Obolenskii, I. L. Goulatis, A. Chroneos, V.M. Pinto Simoes / Effect of small oxygen deficiency on the para-coherent transition and 2D-3D crossover in untwinned YBa2CuзO7-δ single crystals // Journal of Alloys and Compounds 509 (2011) р. 4553-4556.
21. R. V. Vovk, Z. F. Nazyrov, M. A. Obolenskii, I. L. Goulatis, A. Chroneos, V.M. Pinto Simoes / Phase separation in oxygen deficient НоBa2Cu3O7-δ single crystals: effect of high pressure and twin boundaries. // Philosophical Magazine V. 91, № 17,11 (2011), P. 2291—2302.
22. R.V. Vovk, M.A. Obolenskii, Z.F. Nazyrov, I.L. Goulatis, A. Chroneos / Electro-transport and structure of 1-2-3 HTSC single crystals with different plane defects topologies // Journal of Materials Science: Materials in Electronics (2012) 23:1255-1259 DOI 10.1007/s10854-011-0582-8.
23. Chroneos A., Vovk R.V., Goulatis I. / Oxygen self-diffusion in apatites // Chemical Monthly (2012) -V.143. -P.345-353. DOI 10.1007/s00706-011-0696-y REVIEW.
24. R.V. Vovk, Z.F. Nazyrov, I.L. Goulatis, A. Chroneos / Metal-to-insulator transition in Y1-xPrxBa2Cu3O7-δ single crystals with various praseodymium content // Physica C 485 (2013) p. 89-91.
25. R.V. Vovk, N.R. Vovk, O.V. Shekhovtsov, I.L. Goulatis, A. Chroneos / C-axis hopping conductivity in heavily Pr-doped YBCO single crystals // Supercond. Sci. Technol. 26 (2013) 085017.
26. A.L. Solovjov, M.A. Tkachenko, R.V. Vovk, and A. Chroneos / Fluctuation conductivity and pseudogap in HoBa2Cu3O7−δ single crystals under pressure with transport current flowing under an angle 45◦ to the twin boundaries // Physica C 501 (2014) p. 24-31.
27. R.V. Vovk, N.R. Vovk, G.Ya. Khadzhai, I.L. Goulatis, A. Chroneos / Effect of praseodymium on the electrical resistance of YВа2Сu3О7−δ single crystals // Solid State Communications, Volume 190, Pages 18-22 (2014)
28. Ruslan V. Vovk, Georgij Ya. Khadzhai, Oleksandr V. Dobrovolskiy / Transverse conductivity in PryY1-yBa2Cu3O7-d single crystals in wide range of praseodymium concentration / Appl. Phys. A (2014) 117: 997—1002 DOI: 10.1007/s00339-014-8670-2.
29. R.V. Vovk, N.R. Vovk, G.Ya. Khadzhai, Oleksandr V. Dobrovolskiy / Resistive measurements of the pseudogap in lightly Pr-doped Y1-yPryBa2Cu3O7-d single crystals under high hydrostatic pressure // Solid State Communication 204 (2015) 64-66.
30. R.V. Vovk, G.Ya. Khadzhai, Oleksandr V. Dobrovolskiy, Z.F. Nazyrov / Transverse resistance of YBa2Cu3O7-δ single crystals // Current Applied Physics (2015) DOI: 10.1016/j.cap.2015.02.016.
31. A. Chroneos and R. V. Vovk / Modeling self-diffusion in UO2 and ThO2 by connecting point defect parameters with bulk properties // Solid State Ionics 274 (2015) 1-3.
32. A. Chroneos and R. V. Vovk / Silicon diffusion in germanium described by connecting point defect parameters with bulk properties // Mater. Res. Express 2 (2015) 036301 doi:10.1088/2053-1591/2/3/036301.
33. R.V. Vovk, G.Ya. Khadzhai, Oleksandr V. Dobrovolskiy, Z.F. Nazyrov, and A. Chroneos / Transverst resistance in HoBa2Cu3O7-δ single crystals // Mod. Phys. Lett. B Vol. 30 (2016) 1550232 (8 pages) DOI: 10.1142/S0217984915502322.
34. A.L. Solovjov, L.V. Omelchenko, R.V. Vovk, O.V. Dobrovolskiy, S.N. Kamchatnaya, D.M. Sergeyev / Peculiarities in the pseudogap behavior in optimally doped YBa2Cu3O7-δ single crystals under pressure up to 1 GPa // Current Applied Physics 16 (2016) 931—938.
35. M.A. Hadi, R.V. Vovk and A. Chroneos / Physical properties of the recently discovered Zr2(Al1-xBix)C MAX phases // Journal of Materials Science: Materials in Electronics (2016) 27: 11925-11933 DOI 10.1007/s10854-016-5338-z.
36. A.L. Solovyov, L.V. Omelchenko, V.B. Stepanov, R.V. Vovk, H.-U. Habermeier, P. Przyslupski and K. Rogacki / Specific temperature dependence of pseudogap in YBa2Cu3O7-δ nanolayers // Physical Review B 94, 224505 (2016).
37. O.V.Dobrovolskiy, V.V. Sosedkin, R. Sachser, V.A. Shklovskij, R.V. Vovk, M. Huth / Zero-Bias Shapiro Steps in Asymmetric Pinning Nanolandscapes // J Supercond Nov Magn (2017) 30: 735—741 doi:10.1007/s10948-016-3642-8.
38. R.V. Vovk, G.Y. Khadzhai, Z.F. Nazyrov, S.N. Kamchatnaya / Effect of hydrostatic pressure on the conductivity of YBa2Cu3O7-δ single crystals in a broad range of temperature and oxygen content // Solid State Communications 255—256 (2017) 20-23.
39. M.A. Hadi, M. Roknuzzaman, A. Chroneos, S.H. Naqib, A.K.M.A. Islam, R.V. Vovk and K. Ostrikov / Elastic and Thermodynamic Properties of new (Zr3-xTix)AlC2 MAX-Phase solid solutions //Computation Materials Science 137 (2017) 318—326.
40. Yu.V. Bessmolniy, G.Ya. Khadzhaj, V.I. Beletskii, D.V. Rokhmistrov, R.V. Vovk, I.L. Goulatis, A. Chroneos / Electro and heat transfer in Cd0.22Hg0.78Te single crystals in the temperature range of their practical applications // Journal of Low Temperature Physics (2018), Volume 190, Issue 1-2, pp 39-44 DOI 10.1007/s10909-017-1810-2.
41. O.V. Dobrovolskiy, R. Sachser, M. Huth, V.A. Shklovskij, R.V. Vovk, V.M. Bevz, and M. Tsindlekht / Radiofrequency generation by coherently moving ﬂuxons / Appl. Phys. Lett. 112, 152601-1-5 (2018) arXiv:1804.00856.
42. S Christopoulos; E Sgourou; R Vovk; Alexander Chroneos; C A Londos / The CiCs(SiI)n defect in silicon from a density functional theory perspective // Materials (Basel). (2018) 11(4): 612. doi:10.3390/ma11040612.
43. N. Kuganathan, A. Kordatos, M.E. Fitzpatrick, R.V. Vovk, A. Chroneos / Defect process and lithium diffusion in Li2TiO3 // Solid State Ionics (2018) 327:93-98.
44. O.V. Dobrovolskiy, V.M. Bevz, M.Yu. Mikhailov, O.I. Yuzephovich, V.A. Shklovskij, R.V. Vovk, M.I. Tsindlekht, R. Sachser, and M. Huth / Microwave emission from superconducting vortices in Mo/Si superlattices // Nature Communications (2018) 9:4927 DOI:10.1038/s41467-018-07256-0.
45. V.A. Shklovskij, V.V. Kruglyak, R.V. Vovk, and O.V. Dobrovolskiy / Role of magnons and the size effect in heat transport through an insulating ferromagnet/insulator interface // PRB 98, 224403 (2018) DOI: 10.1103/PhysRevB.98.224403.
46. O. V. Dobrovolskiy, R. Sachser, V. M. Bevz, A. Lara, F. G. Aliev, V. A. Shklovskij, A. I. Bezuglyj, R. V. Vovk, and M. Huth / Reduction of microwave loss by mobile fluxons in grooved Nb films //Phys. Status Solidi Rapid Research Letters. (2019), 13, 1800223 (1 of 5) DOI:10.1002/pssr.201800223, arXiv:1805.10882.
47. Navaratnarajah Kuganathan, Poobalasuntharam Iyngaran, Ruslan Vovk, and Alexander Chroneos / Defects, dopants and Mg diffusion in MgTiO3 // Sci. Rep. (2019) 9:4394 https: doi.org/10.1038/s41598-019-40878-y.
48. O.V. Dobrovolskiy, R. Sachser, T. Brächer, T. Fischer, V.V. Kruglyak, R.V. Vovk, V.A. Shklovskij, M. Huth, B. Hillebrands, and A.V. Chumak / Magnon-Fluxon interaction in a ferromagnet/superconductor heterostructure Nature Physics 15, 477—482 (2019), arXiv:1901.06156.
49. A. Hadi, U. Monira, Alex Chroneos, Saleh Naqib, A K M Azharul Islam, N. Kelaidis, R. V. Vovk, / Phase stability and physical properties of (Zr1-xNbx)2AlC MAX phases // J Phys. and Chem. Solids 132 (2019) 38-47.
50. A Bezyglyj, V Shklovskij, V. Kruglyak, and R.V. Vovk / Spin Seebeck effect and phonon energy transfer in heterostructures containing layers of a normal metal and a ferromagnetic insulator // Phys Rev B 99, 134428 (2019).
51. Dobrovolskiy, Oleksandr V.; Sachser, Roland; Bunyayev, Sergiy; Navas, David; Bevz, Volodymyr; Zelent, Mateusz; Śmigaj, Wojciech; Rychły, Justyna; Krawczyk, Maciej; Vovk, Ruslan; Huth, Michael; Kakazei, Gleb / Spin-Wave Phase Inverter upon a Single Nanodefect / ACS Applied Materials & Interfaces 11 (2019) 17654-17662.
52. O.V. Dobrovolskiy, V.M. Bevz, E. Begun, R. Sachser, R.V. Vovk, and M. Huth / Fast dynamics of guided magnetic flux quanta // Physical Review Applied 11, 054064 (2019).
53. A. L. Solovjov, E. V. Petrenko, L. V. Omelchenko, R.V. Vovk, I. L. Goulatis, A. Chroneos / Effect of annealing on the pseudogap state in untwinned YBa2Cu3O7-δ single crystals // Scientific Reports (2019) 9:9274.
54. Alexei I. Bezuglyj, Valerij A. Shklovskij, Ruslan V. Vovk, et al. / Local flux-flow instability in superconducting films near Tc // DOI: 10.1103/PhysRevB.99.174518.
55. A.I. Bezuglyj, V.A. Shklovskij, V.V. Kruglyak, R. V. Vovk / Temperature dependence of the magnon-phonon energy relaxation time in a ferromagnetic insulator // Phys. Rev. B 100, 214409 (2019).
56. A.L. Solovjov, L.V. Omelchenko, E.V. Petrenko, R.V. Vovk, V.V Khotkevych, and A. Chroneos / Peculiarities of pseudogap in Y0.95Pr0.05Ba2Cu3O7-δ single crystals under pressure up to 1.7 GPa» // Scientific Reports (2019) 9:20424.
57. E. N. Sgourou, Y. Panayiotatos, K. Davazoglou, A. L. Solovjov, R. V. Vovk, and A. Chroneos / Self-diffusion in perovskite and perovskite related oxides: insights from modeling // Applied Sciences 2020, 10 (7), 2286.
58. O.V. Dobrovolskiy, C. Gonzalez-Ruano, A. Lara, R. Sachse, V.M. Bevz, V.A. Shklovskij, A.I. Bezuglyj, R.V. Vovk, M. Huth, and F.G. Aliev / Moving flux quanta cool superconductors by a microwave breath // Communications Physics | (2020) 3:64.
59. Alexander Grib, Ruslan Vovk, Sergiy Savich, Volodymyr Shaternik / IV-characteristics and power of emission from stacks of long Josephson junctions with Gaussian spread of critical currents // Applied Nanoscience.
60. Edwin Gevorkyan, Miroslaw Rucki, Ruslan Vovk, Vladimir Chishkala / Nanoscale composites based on Al2O3 and SIC prepared by electroconsolidation method // Engineering for Rural Development, Jelgava, 20.-22.05.2020.
61. Navaratnarajah Kuganathan, Ruslan V. Vovk, Alexander Chroneos / Mayenite electrides and their doped forms for oxygen reduction reaction in solid oxide fuel cells // Energies 2020, 13,4978; doi:10.3390/en13184978.
62. Edwin Gevorkyan, Tatiana Prikhna, Ruslan Vovk, Miroslaw Rucki, Zbigniew Siemiatkowski, Wojciech Kucharczyk, Vladymir Chishkala, LeszekChałko / Sintered nanocomposites ZrO2-WC obtained with field assisted hot pressing // Composite Structures Available online 14 December 2020, 113443.
63. G.Ya. Khadzhaj, A.V. Matsepulin, A. Chroneos, Ι.L. Goulatis, R.V. Vovk / Influence of high pressure on the temperature dependence of electrical resistivity of Y1-xPrxBa2Cu3O7-δ single crystals / Solid State Communications 327 (2021) 114205.